# Anuta (langue)
Cet article concerne la langue. Pour l’île, voir Anuta.
L’anuta est une langue polynésienne parlée par 267 locuteurs à Anuta, une exclave polynésienne des Îles Salomon. Il est proche du tikopia.